# Маркем (Вашингтон)
Маркем (англ. Markham) — переписна місцевість (CDP) в США, в окрузі Ґрейс-Гарбор штату Вашингтон. Населення — 119 осіб (2020).

## Географія
Маркем розташований за координатами 46°55′3″ пн. ш. 123°58′47″ зх. д. / 46.91750° пн. ш. 123.97972° зх. д. (46.917388, -123.979777).  За даними Бюро перепису населення США в 2010 році переписна місцевість мала площу 2,93 км², з яких 2,89 км² — суходіл та 0,05 км² — водойми.

## Демографія
Згідно з переписом 2010 року, у переписній місцевості мешкало 111 особа в 57 домогосподарствах у складі 34 родин. Густота населення становила 38 осіб/км².  Було 63 помешкання (21/км²).
Расовий склад населення:
| - 98,2 % — білих - 0,9 % — корінних американців - 0,9 % — азіатів |

До двох чи більше рас належало 0,0 %. Частка іспаномовних становила 1,8 % від усіх жителів.
За віковим діапазоном населення розподілялося таким чином: 10,8 % — особи молодші 18 років, 63,1 % — особи у віці 18—64 років, 26,1 % — особи у віці 65 років та старші. Медіана віку мешканця становила 57,4 року. На 100 осіб жіночої статі у переписній місцевості припадало 105,6 чоловіків;  на 100 жінок у віці від 18 років та старших — 106,2 чоловіків також старших 18 років.
За межею бідності перебувало 14,3 % осіб, у тому числі 100,0 % дітей у віці до 18 років та 0,0 % осіб у віці 65 років та старших.
Цивільне працевлаштоване населення становило 0 осіб. 